# تاکتاهارکانی
تاکتاهارکانی (به مجاری:  Taktaharkány) یک منطقهٔ مسکونی در مجارستان است که در ناحیه سرنچ واقع شده‌است.

## خواهرخوانده
شهر اتر (بلژیک) خواهرخواندهٔ تاکتاهارکانی هست.